# Coupe de l'EHF féminine 2000-2001
Navigation
Coupe de l'EHF 1999-2000 Coupe de l'EHF 2001-2002
La Coupe de l'EHF 2000-2001 est la vingtième édition de la Coupe de l'EHF féminine, compétition de handball créée en 1981 et organisée par l'EHF.

## Formule
La coupe de l'EHF est aussi appelée la C3. Il faut pour chaque équipe engagée franchir les sept tours de l’épreuve pour brandir le trophée. Toutes les rencontres se déroulent en matchs aller-retour. 
La coupe de l'EHF intègre vingt-huit équipes qualifiées par leurs fédérations nationales lors du troisième tour et quatre autres équipes issues d’un tour de qualification à huit équipes. Elle est généralement considérée comme la seconde coupe d’Europe en termes de niveau de jeu.

## Demi-finales
| Date Aller     | Club              | Aller | Total | Retour | Club                    | Date Retour  |
| -------------- | ----------------- | ----- | ----- | ------ | ----------------------- | ------------ |
| 1er avril 2001 | DHC Slavia Prague | 18-21 | 37-41 | 19-20  | ŽRK Podravka Koprivnica | 8 avril 2001 |
| 31 mars 2001   | MKS Montex Lublin | 31-16 | 65-40 | 34-24  | Zagłębie Lubin          | 8 avril 2001 |

## Finale
| Date Aller | Club              | Aller | Total | Retour | Club                    | Date Retour |
| ---------- | ----------------- | ----- | ----- | ------ | ----------------------- | ----------- |
| 6 mai 2001 | MKS Montex Lublin | 28-21 | 52-45 | 24-24  | ŽRK Podravka Koprivnica | 12 mai 2001 |

## Les championnes d'Europe
| Championne Coupe d'Europe de l'EHF 2000-2001 MKS Montex Lublin 1er titre |